# (168) Sibila
(168) Sibila es un asteroide que forma parte del cinturón exterior de asteroides y fue descubierto por James Craig Watson desde el observatorio Detroit de Ann Arbor, Estados Unidos, el 28 de septiembre de 1876.
Está nombrado por las sibilas, las profetisas de Cumas de la cultura romana.

## Características orbitales
Sibila está situado a una distancia media del Sol de 3,377 ua, pudiendo acercarse hasta 3,144 ua. Tiene una inclinación orbital de 4,634° y una excentricidad de 0,06897. Emplea en completar una órbita alrededor del Sol 2267 días.